# هوسپ هوانسیان
هوسپ هوانسیان (ارمنی: Հովսեփ Հովհաննիսյան؛ انگلیسی: Hovsep Hovhanesian) با نام ادبی هـ. اِلمار نویسنده، ویراستار و روزنامه‌نگار ارمنی‌تبار اهل ایران بود. سردبیری نشریه‌های آراوُد (صبح) و آرشالویس (سپیده) را در تبریز عهده دارد بود و از سال ۱۹۴۵ تا ۱۹۴۸ (۱۳۲۴ تا ۱۳۲۷) نیز سردبیر نشریه آلیک بود.

## زندگی‌نامه
در سال ۱۸۸۱ میلادی (۱۲۶۰ خورشیدی) در تبریز به دنیا آمد. وی شرکت فعالی در نهضت مشروطیت ایران داشت و سمت سردبیری «آراوود» (صبح) و «آرشالویس» (سپیده) به عهده داشته است.
هوسپ هوانسیان از سال ۴۸–۱۹۴۵ (۲۷–۱۳۲۴) که دوران سختی برای سردبیری روزنامه آلیک بود، سردبیر آن روزنامه بوده است و «کتاب یپرم» را در رابطه با زندگی و فعالیت یپرم خان تألیف و منتشر نموده است. وی مورد مشورت یپرم خان بود و پس از مرگ وی وصی او در امور شخصیش بود.
هفته نامه خبری سیاسی آروات (صبح) از سال (۱۳۲۷ ه‍.ق) در دوران احمدشاه قاجار توسط هوسپ هوانسیان منتشر شد.
هوسپ هوانسیان در سال ۱۹۷۵ (۱۳۵۴) در تهران درگذشت.
خاطرات وی در دو جلد به چاپ رسیده است.